# Kahoku, Yamagata
Kahoku (japanska: 河北町?, Kahoku-chō) är en landskommun (köping) i Yamagata prefektur i Japan. 